# Henry Gibson
Pour les articles homonymes, voir Gibson.
Henry Gibson est un acteur américain, né le 21 septembre 1935 à Germantown (Pennsylvanie) et mort le 14 septembre 2009 à Malibu (Californie).
Un de ses derniers rôles fut celui du juge Clark Brown dans la série Boston Justice.
Au cinéma, on l'a vu dans Nashville, Les Blues Brothers, L'Aventure intérieure, Les Banlieusards, Gremlins 2 : La Nouvelle Génération, Magnolia et Serial noceurs.

## Filmographie

### Cinéma
- 1963 : Docteur Jerry et Mister Love (The Nutty Professor) : Gibson, un étudiant
- 1964 : Embrasse-moi, idiot (Kiss Me, Stupid) : Smith
- 1965 : Les Trois Stooges contre les hors-la-loi (The Outlaws is Coming) : Charlie Horse
- 1973 : Le Petit Monde de Charlotte (Charlotte's Web) : Wilbur (voix)
- 1973 : Le Privé (The Long Goodbye) : Dr Verringer
- 1975 : Nashville : Haven Hamilton
- 1977 : Hamburger film sandwich : Lui-même
- 1977 : Mon « Beau » légionnaire (The Last Remake of Beau Geste) : Général Pecheur
- 1979 : Un couple parfait (A Perfect Couple) : Fred Bott
- 1980 : Les Blues Brothers (The Blues Brothers) : Chef des nazis
- 1980 : Health : Bobby Hammer
- 1981 : La Femme qui rétrécit (The Incredible Shrinking Woman) : Dr Eugene Nortz
- 1981 : Tulips : Maurice Avocado
- 1987 : Monster in the Closet : Dr Pennyworth
- 1987 : L'Aventure intérieure (Innerspace) : M. Wormwood
- 1988 : Scoop (Switching Channels) : Ike Roscoe
- 1989 : Les Banlieusards (The `burbs) : Dr Werner Klopek
- 1989 : Night Visitor (en) : Jake
- 1989 : Brenda Starr (en) : Professeur Gerhardt Von Kreutzer
- 1990 : The Magic Balloon
- 1990 : Gremlins 2 : La Nouvelle Génération (Gremlins 2: The New Batch) : L'employé viré pour avoir fumé
- 1990 : Tante Julia et le Scribouillard (Tune in Tomorrow…) : Big John Coot
- 1992 : Tom et Jerry, le film (Tom and Jerry: The Movie) : Dr Applecheek (voix)
- 1995 : Cyber Bandits (en) : Dr Knutsen
- 1996 : Color of a Brisk and Leaping Day (en) : Albert Robinson
- 1996 : Bio-Dome : William Leaky
- 1996 : Nuit noire (Mother Night) : Adolf Eichmann (voix)
- 1997 : Enquête en enfer (Asylum) : Dr Edward Bellichek
- 1999 : A Stranger in the Kingdom : Zack Burrows
- 1999 : Magnolia de Paul Thomas Anderson : Thurston Howell
- 2000 : Mullitt
- 2002 : The Year That Trembled : Ralph Tyler
- 2002 : Teddy Bears' Picnic : Clifford Sloane
- 2002 : No Prom for Cindy : Ministre
- 2003 : The Commission : Chef de la police Jesse Curry
- 2003 : The Goldfish : Martin Glaser
- 2004 : Never Die Alone (en) : Directeur du funérarium
- 2004-2008 : Boston Justice : le juge Clark Brown
- 2005 : Serial noceurs (Wedding Crashers) : Père O'Neil
- 2008 : Le Grand Stan (Big Stan) : Shorts

### Télévision
- 1968 Ma Sorcière bien-aimée  (TV) : Et vive l'empereur... (Samantha's French Past) - épisode7 : Napoléon
- 1972 : Evil Roy Slade (en) (TV) : Clifford Stool
- 1972 : Every Man Needs One (TV) : Walt
- 1975 et 1978 : Wonder Woman (The New Original Wonder Woman) (TV) : Nickolas / Mariposa
- 1977 : Halloween Is Grinch Night (en) (TV) : Max (chantant) (voix)
- 1977 : Escape from Bogen County (TV) : Abe Rand
- 1977 : The Night They Took Miss Beautiful (en) (TV) : Rolly Royce
- 1979 : Amateur Night at the Dixie Bar and Grill (TV) : Milt Cavanaugh
- 1979 : The Halloween That Almost Wasn't (en) (TV) : Igor
- 1980 : Shérif, fais-moi peur (série TV) : Loretta Lynn a disparu (Saison 2 - Episode 18) : Squirt
- 1980 : For the Love of It (TV) : George
- 1981 : Les Schtroumpfs (The Smurfs) (série télévisée) (voix)
- 1981 : Enlèvement à Nashville (The Nashville Grab) (TV) : Art Schmeckle
- 1983 : The Biskitts (en) (série télévisée) : Downer (voix)
- 1984 : High School U.S.A. de Jack Bender (téléfilm) : Vice Principal Roman Ing
- 1985 : The Wuzzles (série télévisée) : Eleroo
- 1986 : The Blinkins (TV) : Présentateur (voix)
- 1986 : Mort en eau trouble (Slow Burn) (TV) : Robert
- 1986 : Galaxy High School (série télévisée) : Doyle's Locker / Aimee's Locker (voix)
- 1987 : Long Gone (en) (TV) : Hale Buchman
- 1989 : Le Tour du monde en quatre-vingts jours (Around the World in 80 Days) (feuilleton TV) : Conducteur de train
- 1990 : Return to Green Acres (TV) : E. Mitchell Armstrong
- 1990-1992 : MacGyver : 
  - (saison 6, épisode 7 "Le testament d'Harry") : le client du drive
  - (saison 7, épisode 9 "Muets comme la tombe") : Pinky Burnette
- 1991 : Marshall et Simon (TV Eerie Indiana) -  Ep.04 : Mr. Lodgepoole
- 1994 : Vault of Horror I (TV)
- 1994 : Drôles de monstres (Aaahh!!! Real Monsters) (série télévisée) : Maire Lindt (voix)
- 1994 : The Bears Who Saved Christmas (TV) : Flashlight
- 1995 : Daisy-Head Mayzie (TV) : Chat dans le chapeau (voix)
- 1995 : Le Mystère de la montagne ensorcelée (en) (Escape to Witch Mountain) (TV) : Ravetch
- 1995 : Santo Bugito (en) (série télévisée) : Mothmeyer (1996) (voix)
- 1998 : Star Trek Deep Space Nine (TV) : Nilva (Saison 6, épisode 23)
- 1999 : Rocket Power (série télévisée) : Merv Stimpleton (voix)
- 1999 : Sunset Beach (série télévisée) : Wayne Landry
- 2001 : Le Lutin (The Luck of the Irish) (TV) : Reilly O'Reilly
- 2002 : Stargate SG1 : Marul
- 2002 : Rocket Power: Race Across New Zealand (TV) : Merv Stimpleton (voix)
- 2003 : Charmed : (Saison 5, épisode 14) : Master of dreams